# Leucoptera orobi
Leucoptera orobi is een vlinder uit de familie sneeuwmotten (Lyonetiidae). De wetenschappelijke naam is voor het eerst geldig gepubliceerd in 1869 door Stainton.
De soort komt voor in Europa.